# La justicia de la mafia
La justicia de la mafia (título original: Dead and Alive: The Race for Gus Farace) es un telefilme de 1991 dirigida por Peter Markle y protagonizada por Tony Danza, Ted Levine y Dan Lauria.
Esta es una película para televisión basada en los hechos reales que llevaron a la muerte del agente encubierto mencionado en el telefilme.

## Argumento
Un día el narcotraficante Gus Farace dispara y mata al agente encubierto Everett Hatcher en una operación policial fallida. Como consecuencia de esa acción el asesino no sólo es perseguido por un grupo militar de 200 hombres, sino también por la mafia, ya el traficante simplemente sabe demasiado sobre ella.

## Reparto
| Actor             | Personaje           |
| ----------------- | ------------------- |
| Tony Danza        | Gus Farace          |
| Ted Levine        | Charles Rose        |
| Dan Lauria        | Paulie Romano       |
| Frank Vincent     | Joseph F. Zanni Jr. |
| Joe Lisi          | Bobby Fontino       |
| James Rebhorn     | Timothy Lanigan     |
| Nicholas Turturro | Danny D'Arcangelo   |
| Caroline Aaron    | Dolly               |
| Leonardo Cimino   | Zambetti            |
| Samuel L. Jackson | Everett Hatcher     |

## Recepción
En el presente la película ha sido valorada en los portales de información cinematográfica. En IMDb, por ejemploe, recibió con 352 votos registrados una media ponderada de 5,3 sobre 10. En cuanto a Rotten Tomatoes, los usuarios allí, más de 50 en total, le dan una valoración de 3,6 de 5.